# Piotr Polczak
Piotr Pawel Polczak (Cracovia, 25 settembre 1986) è un ex calciatore polacco, di ruolo difensore.